# Meisterschaft des Nordens
Die Meisterschaft des Nordens war eine Fußballmeisterschaft im Berliner Norden und wurde nur in der Saison 1897/98 ausgetragen. Durch die internen Probleme und Streitigkeiten im Deutschen Fußball- und Cricket Bund (DFuCB) traten im Laufe der Saison 1897/98 mehrere Vereine aus dem DFuCB aus. Um weiterhin eine Spielgelegenheit für die Vereine im Norden Berlins zu schaffen, organisierte der BTuFC Alemannia 1890 einen Ersatz für die Anfang 1898 abgebrochene Meisterschaft des DFuCB, an der anfangs sieben und nachdem auch der Berliner FC 1893 seine Teilnahme zugesagt hatte, in der Rückrunde acht Mannschaften teilnahmen. Einer der weiteren Teilnehmer war der BFC Hertha 1892. Die Meisterschaft gewann der BTuFC Alemannia 1890 vor dem BFC Hertha 1892.

## Meisterschaft des Nordens
- Saison 1897/98:
  - Meister: BTuFC Alemannia 1890

## Quelle
- Berliner Meisterschaft des Nordens 1897/98 bei http://www.claudionicoletti.eu